# Михайло Коцюбинський (монета)
«Миха́йло Коцюби́нський» — ювілейна монета номіналом 2 гривні, випущена Національним банком України. Присвячена 140-річчю від дня народження талановитого українського письменника і громадського діяча Михайла Коцюбинського (1864—1913), який народився у м. Вінниці. Михайло Михайлович Коцюбинський — автор таких відомих творів, як «Fata morgana», «Intermezzo», «Сміх», «Цвіт яблуні», «Тіні забутих предків», що є яскравими взірцями української прози кінця XIX — початку XX ст.
Монету введено в обіг 20 серпня 2004 року. Вона належить до серії «Видатні особистості України».

## Опис та характеристики монети
| Номінал грн. | Метал      | Маса, грам | Діаметр, мм. | Якість виготовлення | Гурт     | Тираж, штук |
| ------------ | ---------- | ---------- | ------------ | ------------------- | -------- | ----------- |
| 2            | нейзильбер | 12,8       | 31           | анциркулейтед       | рифлений | 30 000      |

### Аверс
На аверсі монети зображено стилізовану композицію з гравюри Георгія Якутовича до «Тіней забутих предків». Угорі півколом розміщено напис «УКРАЇНА», рік карбування монети — «2004» (ліворуч), малий Державний Герб України (праворуч) та ліворуч від композиції — номінал — «2/ ГРИВНІ», а також логотип Монетного двору Національного банку України.

### Реверс
На реверсі монети зображено портрет Михайла Коцюбинського та кругові написи: «1864 • МИХАЙЛО КОЦЮБИНСЬКИЙ • 1913».

## Автори

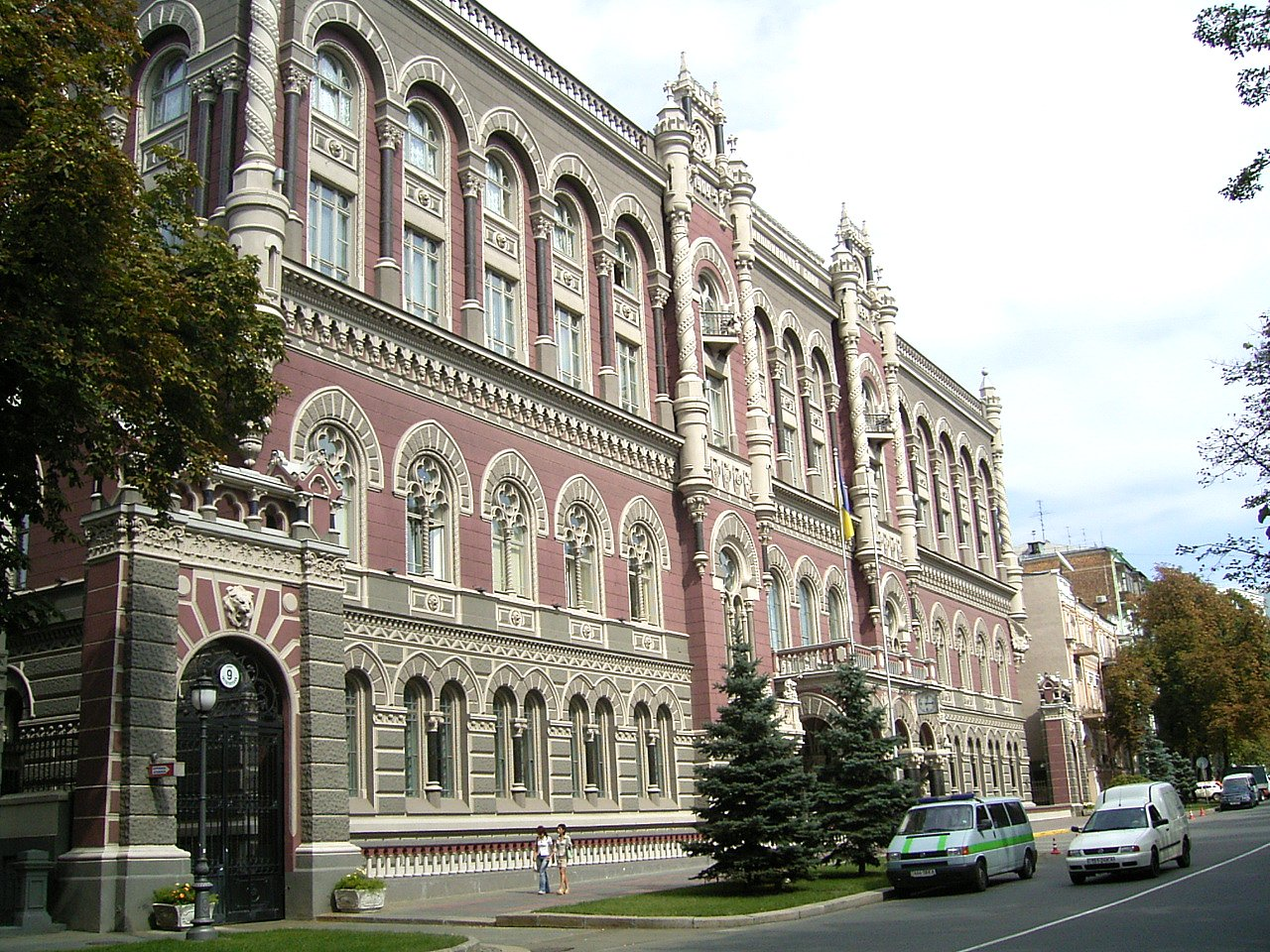
Будівля Національного банку України

- Художник — Кочубей Микола.
- Скульптор — Чайковський Роман.

## Вартість монети
Під час введення монети в обіг 2004 року, Національний банк України розповсюджував монету через свої філії за номінальною вартістю — 2 гривні.
Фактична приблизна вартість монети з роками змінювалася так:
| Рік        | 2010 | 2011 | 2012 | 2013 | 2014 | 2015 | 2016 | 2017 | 2018 | 2019 | 2020 | 2021 | 2022 | 2023 | 2024 | 2025 |
| ---------- | ---- | ---- | ---- | ---- | ---- | ---- | ---- | ---- | ---- | ---- | ---- | ---- | ---- | ---- | ---- | ---- |
| Ціна, грн. | 20   | 25   | 30   | 30   | 35   | 45   | 55   | 70   | 80   | 85   | 90   | 90   | 105  | 155  | 270  | 290  |